# 3.67 m Advanced Electro Optical System Telescope
Le 3.67 m Advanced Electro Optical System Telescope est un télescope du département de la Défense des États-Unis situé à l'observatoire du Haleakalā. Le télescope fait partie du complexe de surveillance spatiale de Maui (MSSC), qui lui même est un sous-ensemble du Air Force Maui Optical and Supercomputing Site (AMOS).
Le télescope de 3,67 mètres de diamètre, appelé Advanced Electro-Optical System (AEOS), propriété du département de la Défense, est le plus grand télescope optique des États-Unis conçu pour suivre les satellites. Le télescope AEOS de 75 tonnes pointe et suit très précisément sa cible, et est néanmoins assez rapide pour suivre des satellites en orbite basse ou des missiles balistiques. Il peut tourner jusqu'à presque 20 degrés per seconde. Son rapport focale/diamètre est de f/200 et il a un champ de vue extrêmement étroit. AEOS peut être utilisé simultanément par plusieurs groupes ou institutions car sa lumière peut être dirigée par une série de miroirs vers sept chambres coudées indépendantes situées sous le télescope. Utilisant des capteurs et systèmes sophistiqués qui comprennent un système d'optique adaptive, un radiomètre, un spectrographe et un imageur en infrarouge lointain, le télescope suit des objets artificiels de l'espace profond et permet l'identification des objets spatiaux.
AEOS est équipé d'un système d'optique adaptative, dont la pièce principale est un miroir déformable comportant 941 actuateurs qui peuvent modifier sa forme pour éliminer les effets de distorsion causés par l'atmosphère. Les scientifiques s'attendent à obtenir des images quasi-limitées par la diffraction des objets spatiaux.